# Tokelau (Tuvalu)
Tokelau (Tuvalu) es un pueblo en la isla de Nanumanga (Tuvalu).

## Población
La población de Tokelau es 281, la más pequeña de los dos pueblos de Nanumanga.

## Origen lingüístico
Debe mencionarse que «Tokelau» es también el nombre de un territorio vecino perteneciente a Nueva Zelanda, con el cual los hablantes tuvaluanos comparten inteligibilidad lingüística, de ahí la ocurrencia del topónimo idéntico.
- Datos: Q7813539